# Tuxpan (Jalisco)
Pour les articles homonymes, voir Tuxpan (homonymie).
Tuxpan est une ville et une municipalité de l'État de Jalisco au Mexique.
La municipalité a 34 535 habitants en 2015.

## Origine du nom
Le nom de Tuxpan dérive du mot Tochpan signifiant « lieu où il y a des lapins ».

## Héraldique
Le blason de la municipalité est partagé en quatre secteurs.
Dans le premier secteur, en haut à gauche, une figure féminine porte les vêtements typiques toujours fabriqués dans la municipalité.
Le deuxième secteur montre la croix franciscaine devant l'église de Tuxpan et le profil de la colline Cihualpilli, avec en arrière-plan le volcán de Colima (actif) et le volcan Nevado de Colima (inactif).
La composition en bas à gauche évoque la tradition préhispanique par des traces de pas, un tissu de coton et le glyphe du Jalisco encadrés par une frise inspirée de céramiques préhispaniques, ainsi que les activités agricoles et industrielles modernes suggérées par des sillons, un bovin et la silhouette de l'usine à papier d'Atenquique (de).
Le quatrième secteur, en bas à droite, montre un danseur de « Los Sonajeros ».
La devise « Le peuple de la fête éternelle » entourée d'une corde se réfère au grand nombre de fêtes célébrées chaque année dans la municipalité et au cordon des franciscains. Les ornements extérieurs bleus symbolisent l'abondance d'eau à proximité de la rivière Tizatirla. Les trois lapins tout en haut rappellent l'origine du nom de Tuxpan.

## Situation
Tuxpan est située à 1 724 m d'altitude au sud de l'État de Jalisco, à une vingtaine de kilomètres au sud de Ciudad Guzmán, une cinquantaine de kilomètres de Colima et environ 150 km de Guadalajara.
L'une des plus importantes usines de fabrication de papier du Mexique est implantée dans la localité d'Atenquique (de) qui est desservie à la fois par l'autoroute 54D Guadalajara-Colima et par le train.
| Zapotitlán de Vadillo (es) | Zapotlán el Grande | Zapotiltic (es) |
| Tonila                     | Tuxpan             | Tecalitlán      |
| Colima (État de Colima)    | Pihuamo (es)       |                 |

## Histoire
Les Purépechas dominent la région pendant plusieurs décennies de guerres continuelles contre la seigneurie de Colima avant d'en être expulsés vers 1510 à l'issue de la guerre du salpêtre (es).
En 1523, le capitaine espagnol Francisco Cortés de San Buenaventura (es) s'empare de Tochpan.
Au XIXe siècle Tuxpan fait encore partie du 4e canton de Sayula puis du 9e canton de Zapotlán el Grande avant de devenir elle-même une municipalité au plus tard en 1837.
En 1858, pendant la guerre de Réforme, la meurtrière bataille d'Atenquique (es) se déroule dans un canyon proche du Nevado de Colima.
Dans le même canyon[à vérifier], la localité et l'usine d'Atenquique (de) sont dévastées par une coulée de boue et un glissement de terrain le 16 octobre 1955.
En 1969, Tuxpan acquiert le statut de ville.

## Démographie
La municipalité compte 34 182 habitants en 2010, pour une superficie de 550,23 km2, dont 80% de population urbaine.
Elle comprend 67 localités dont les plus importantes sont le chef lieu Tuxpan (27 532 habitants en 2010) suivie par La Higuera, San Juan Espanatica, Atenquique et El Platanar avec 1 238, 941, 790 et 457 habitants respectivement.
Au recensement de 2015, la population de la municipalité passe à 34 535 habitants.

## Points d'intérêt
- la croix franciscaine monumentale du XVIe siècle ;
- l'église de Tuxpan (fin du XIXe siècle) ;
- les pétroglyphes de San Miguel et de Buen País ;
- la colline Cihualpilli[1].